# Bimota YB4
La Bimota YB4 è una motocicletta stradale sportiva realizzata dalla Bimota, primo modello con motorizzazione Yamaha destinato ad uso stradale (visto che le precedenti YB1, YB2 e YB3 sono tutti modelli esclusivamente da competizione).
Sviluppata inizialmente come moto da competizione nella versione R (racing) per partecipare alla stagione 1987 del Campionato del mondo di Formula TT, dopo aver debuttato in gara al Bol d'or del 1986 (celebre gara motociclistica di durata che si svolge in Francia), viene resa disponibile al pubblico nel 1988 in una versione omologata per l'uso stradale presentata al Salone del Ciclo e Motociclo di Milano a fine 1987 per poter far accedere la YB4 al nascente Campionato mondiale Superbike, che imponeva alle piccole case motociclistiche che non raggiungevano le 50.000 moto vendute all'anno (come la Bimota e la Ducati) la produzione di duecento esemplari.

## Descrizione
Come tutte le Bimota (ad eccezione della 500 Vdue), la YB4 è realizzata intorno ad un motore di serie di grossa cilindrata, in questo caso quello della Yamaha FZ 750 serie 2MG. Il progettista Federico Martini realizza per la prima volta nella storia dell'azienda un telaio a doppio trave in alluminio in luogo dei classici tubi in acciaio, accoppiandolo ad un forcellone anch'esso in alluminio e ad una forcella Marzocchi M1R a steli tradizionali, adottando quindi soluzioni tecniche tipiche delle moto da competizione. Il motore, un quattro cilindri in linea da 749 cm³ dotato di una distribuzione a doppio albero a camme in testa e cinque valvole per cilindro (tre di aspirazione e due di scarico) è alimentato nella versione R da quattro carburatori Mikuni, in due differenti configurazioni, specifiche per i tracciati veloci o tortuosi. La versione stradale invece vede i carburatori sostituiti da un sistema di iniezione elettronica fornito dalla Weber-Marelli e viene pertanto denominata Bimota YB4 E.I..

## Risultati nelle competizioni
Dopo aver debuttato nella stessa gara in cui debuttò il motore Ducati Desmoquattro su di una Ducati 750 F1 modificata e dopo aver vinto con l'equipaggio Ferrari-Tardozzi la 6 Ore di Monza (terza prova del campionato mondiale Endurance del 1987), la moto conquista con Virginio Ferrari il Campionato del mondo di Formula TT del 1987, battendo il pluricampione Joey Dunlop, che aveva vinto le cinque precedenti edizioni di questo campionato, una competizione riservata a motociclette "prototipo" con motori derivati dalla serie. Dalla YB4 R da competizione viene derivata la YB4 E.I. di serie che, elaborata a sua volta, prese parte al Campionato Mondiale Superbike ed a vari campionati nazionali negli anni seguenti. Proprio Davide Tardozzi, compagno di squadra di Ferrari nella vincente stagione di debutto della YB4, colse la vittoria nella gara di debutto del mondiale Superbike a Donington Park nel 1988 e, dopo una stagione combattuta e ricca di successi per la casa riminese, perse il titolo all'ultima gara a causa di una caduta.
L'8 luglio 1990, durante quella che fu l'ultima gara disputata sul vecchio tracciato stradale del Sachsenring, il pluricampione tedesco della superbike Peter Rubatto stabilì con una YB4 il record del circuito ad una media di 181,220 km/h, battendo il precedente record di Giacomo Agostini risalente al 1968.

## Modelli derivati
Sebbene la denominazione possa ingannare, l'innovativa YB4 non ebbe come erede la YB5, bensì la YB6, che ne condivideva la ciclistica, adattandola a un motore più grande. La YB5, invece, condivideva il telaio tubolare con la precedente SB5 ed era una moto rivolta principalmente all'uso stradale.